# 塔察儿
塔察儿（史集译音：Taghachar，?—?），斡赤斤封地（兀鲁思）第二任汗。只不之子，祖父是成吉思汗四弟铁木哥斡赤斤。

## 生平
1246年，铁木哥死时，只不干已死，塔察儿还未成年。塔察儿的同父异母兄帖木迭儿（脱帖）欲自立为兀鲁思汗。兀鲁思王傅撒吉思驰告汗庭。乃马真后脱列哥那将皇太弟玺授予塔察儿。祖父铁木哥死后，以孙子的身份继承皇太弟宝，和祖父的兀鲁思封地。贵由汗死后，塔察儿、也古、也松格等东道诸王和拔都支持蒙哥为大汗。1257年春，蒙哥猜忌忽必烈在中原收揽民心，委任塔察儿为汉地军事统帅，秋天，塔察儿率军进围樊城失利。冬天，忽必烈到漠北与蒙哥和解，第二年春，忽必烈统左翼军征鄂，蒙哥自将右翼征蜀，进攻南宋。塔察儿部随右翼，攻荆山，以分宋军兵力，略至长江而还。蒙哥死后，阿里不哥与忽必烈的汗位之争中，撒吉思力言塔察儿宜协心推戴忽必烈，忽必烈派亲信廉希宪为塔察儿赐饮膳。廉希宪说忽必烈“圣德神功，天顺人归。大王位属为尊。若至开平，首当推戴，无为他人所先。”在开平，塔察儿率先向忽必烈上书劝进。中统二年（1261年），随忽必烈征阿里不哥，在昔木土脑儿击败阿里不哥，迫之北逃。中统三年（1262年）七月，忽必烈给塔察儿益都、平州岁赋金帛，将白虎（塔察儿叔父）、袭剌门（塔察儿庶侄，帖木迭儿子）属下民户、人匠、岁赋转赐塔察儿。
蒙古经略高丽，一般不用斡赤斤系诸王的军队，防止他们就近渔利。但塔察儿还是派人到高丽收拾民户，擅自管领。至元十年（1273年），元朝赈济塔察儿所部饥民。次年，塔察儿曾向廉希宪及在辽西的嗣国王头辇哥（木华黎后裔）传旨。塔察儿死后，斡赤斤兀鲁思汗由其阿术鲁（塔察儿堂兄）和乃颜（塔察儿子失儿不海之子）继承。

## 家庭
子：
- 失儿不海，子乃颜
- 寿王乃蛮台，孙辽王脱脱
- 也不干
- 兀剌儿吉歹
- 奥速海
- 察剌海
- 孛罗歹

## 延伸阅读
[在维基数据编辑]
 《新元史/卷105》，出自柯劭忞《新元史》